# Гудельман, Аарон
Аарон Гудельман (Арон Иосифович Гудельман, англ. Aaron J. Goodelman; 1 апреля 1890, Атаки, Сорокский уезд, Бессарабская губерния — 5 апреля 1978, Нью-Йорк) — американский художник, скульптор и книжный график.

## Биография
Родился в местечке Атаки, в Сорокском уезде Бессарабии, где его отец — еврейский поэт Иосеф Гудельман (1862—1947) — был директором русской школы. Мать — Молка Фателес (англ. Mollie Goodelman, 1865—1947). Учился в религиозной и светской школах, художественной школе и коммерческом училище в Одессе (1902—1904).
В 1905 году эмигрировал в США с двумя братьями — Эршом и Исрулом-Мортхе (стал гражданином в 1916 году). Занимался в Институте Купер Юнион (Cooper Union) и Национальной академии дизайна с 1905 по 1912 год. Затем учился в Школе изящных искусств (L'Ecole des Beaux Arts) в Париже и архитектурном Обществе изящных искусств в Нью-Йорке с 1914 по 1916 год.
Роден был одним из тех, кто оказал влияние на творчество художника. Среди его работ — фасад Народной школы Шолом-Алейхема (на идише) в Нью-Йорке. Аарон Гудельман также был художником-оформителем еврейских детских журналов и многих сборников поэзии на идише.
Его первая персональная выставка состоялась в Нью-Йорке, в 1933 году. Один из основателей объединения New York Artists Equity.

## Семья
Братья — Эршл (Гершл) Гудельман (англ. Harry J. Goodelman, 1892—1967), драматург, поэт, редактор периодических изданий на идише; Исруэл-Мортхе Гудельман (англ. Israel M. Goodelman, 1886—1966) — детский писатель и педагог (идиш).